# John Godson
John Abraham Godson (ur. 25 listopada 1970 w Umuahia jako Godson Chikama Onyekwere) – polski i nigeryjski polityk, nauczyciel akademicki, duchowny ewangelikalny, działacz samorządowy oraz rolnik. Poseł na Sejm RP VI i VII kadencji, od 2013 do 2014 wiceprezes Polski Razem.

## Życiorys
Pochodzi z nigeryjskiego ludu Ibo. W 1993 osiedlił się w Polsce, a w 2001 otrzymał polskie obywatelstwo.
Jest absolwentem wydziału rolnictwa Abia State University w Nigerii. Ukończył także stosunki międzynarodowe w Wyższej Szkole Studiów Międzynarodowych w Łodzi oraz studia doktoranckie na Uniwersytecie Warszawskim (Wydział Dziennikarstwa i Nauk Politycznych). Ukończył także studia podyplomowe na Clark University (MSPC) i w Społecznej Akademii Nauk w Łodzi (MBA).
Pracował jako starszy wykładowca na Politechnice Szczecińskiej (1993–1997) oraz na Uniwersytecie im. Adama Mickiewicza w Poznaniu (1997–1998), a także na łódzkich uczelniach, m.in. w latach 2006–2007 wykładał na anglistyce w Wyższej Szkole Humanistyczno-Ekonomicznej w Łodzi. Został prezesem Instytutu Afrykańskiego w Polsce.
Był duchownym Kościoła Bożego w Chrystusie i prowadził Misję Pielgrzym w Łodzi. W 2008 zawiesił działalność duszpasterską.
W styczniu 2004 został członkiem Platformy Obywatelskiej. Zasiadał w radzie osiedla Olechów-Janów w Łodzi, będąc jednocześnie wiceprzewodniczącym zarządu tej jednostki. W wyborach samorządowych w 2006 bez powodzenia kandydował do łódzkiej rady miasta z ramienia PO. Mandat objął w styczniu 2008, stając się pierwszym ciemnoskórym radnym tego miasta. W wyborach parlamentarnych w 2007 startował także do Sejmu z listy PO, zajmując wśród przedstawicieli tego ugrupowania siódme miejsce z wynikiem 3807 głosów.
W wyborach samorządowych w 2010 kandydował do rady miejskiej Łodzi z ramienia Platformy Obywatelskiej, uzyskując reelekcję z poparciem 4736 głosujących, co stanowiło drugi najlepszy indywidualny wynik w Łodzi. W wyniku wyboru Hanny Zdanowskiej na prezydenta Łodzi objął po niej mandat poselski z listy Platformy Obywatelskiej RP. 14 grudnia 2010 złożył ślubowanie w Sejmie. Stał się pierwszym czarnoskórym parlamentarzystą w Polsce.
W wyborach parlamentarnych w 2011 uzyskał reelekcję, startując ponownie z ramienia PO i otrzymując 29 832 głosy. 27 sierpnia 2013 złożył rezygnację z członkostwa w Platformie Obywatelskiej i klubie parlamentarnym tej partii, zostając posłem niezrzeszonym. W ramach projektu „Godzina dla Polski”, wraz z innymi byłymi posłami PO Jarosławem Gowinem i Jackiem Żalkiem, w październiku tego samego roku podpisał porozumienie o współpracy programowej z partią Polska Jest Najważniejsza i następnie ze Stowarzyszeniem „Republikanie” (założonym przez posła Przemysława Wiplera). W grudniu 2013 został współzałożycielem nowo utworzonej partii Polska Razem, objął w niej funkcję wiceprezesa. Został także szefem partii w województwie łódzkim. W styczniu 2014 założył fundację Chrześcijański Ruch Społeczny. Przystąpił także do ochotniczej straży pożarnej. Był liderem łódzkiej listy Polski Razem w wyborach do Parlamentu Europejskiego w 2014. Otrzymał 7882 głosy, jednak partia nie osiągnęła progu wyborczego. 26 czerwca tego samego roku zrezygnował z funkcji wiceprezesa partii, a dzień później został z niej wykluczony po tym, jak zagłosował za udzieleniem wotum zaufania rządowi Donalda Tuska. W wyborach samorządowych w tym samym roku startował na prezydenta Łodzi jako kandydat niezależny, zajmując 4. miejsce spośród 9 kandydatów. Z początkiem lutego 2015 został członkiem klubu parlamentarnego Polskiego Stronnictwa Ludowego. W wyborach w tym samym roku nie uzyskał poselskiej reelekcji.
W Polsce zajmował się również ogrodnictwem, prowadził sad czereśniowy w okolicach Łodzi. Po zakończeniu w 2015 sprawowania mandatu powrócił do Nigerii, gdzie poprzez swoją spółkę zaczął prowadzić liczące kilkaset hektarów ranczo o nazwie „Pilgrim Ranch”, zajmujące się hodowlą bydła, świń i kóz, uprawą nerkowca, palmy kokosowej oraz zbóż. Przystąpił także do partii All Progressives Congress (jednej z dwóch największych w tym czasie partii w Nigerii). Został doradcą komisji do spraw diaspory oraz banku centralnego, a w 2020 przewodniczącym lokalnego komitetu do przeciwdziałania skutkom pandemii COVID-19.

## Odznaczenia i wyróżnienia
W 2012 słuchacze Programu III Polskiego Radia przyznali mu nagrodę „Srebrne Usta 2011” za wypowiedź:

Apeluję do Polaków, abyśmy się nie bali mieć więcej dzieci. Mam cztery wspaniałych dzieci. Jeżeli możesz mieć jeden dziecko, też możesz mieć dwójkę. A jeżeli możesz mieć dwójkę, też możesz mieć trójkę. Ja zrobiłem swoje!

W plebiscycie „Srebrne Usta 2012” zajął drugie miejsce za słowa:

Gdzieś dwa lata temu byłem w TVP na program poranne i wchodzę u charakteryzatora, i ona przerażona, a więc pytam jej, czy już zrobiła to z Murzynem. A ona powiedziała: 'nie, tylko z mężem'.

Został uznany przez czasopismo „The New African” za jedną ze 100 najbardziej wpływowych osób w Afryce w 2015. Jest laureatem nagród przyznawanych przez Crans Montana Forum (Gold Medal Award oraz Future Leaders Award). W 2016 polski minister spraw zagranicznych Witold Waszczykowski wyróżnił go Odznaką Honorową „Bene Merito” (za działalność wzmacniającą pozycję Polski na arenie międzynarodowej).

## Życie prywatne
Dwukrotnie żonaty, pierwsze małżeństwo zakończyło się rozwodem. Ma sześcioro dzieci (czworo z pierwszego i dwoje z drugiego małżeństwa), w tym syna Daniela, który w 2025 zwyciężył w konkursie „Debiutów” podczas 62. Krajowego Festiwalu Piosenki Polskiej w Opolu.